# Santiago Nonualco
Santiago Nonualco es un distrito y ciudad salvadoreña del municipio de La Paz Centro en el departamento de La Paz. Cuenta con una población de 42.254 habitantes. 

## Historia
Los orígenes del poblado se remontan a la época prehispánica, y fue un importante núcleo nahua, en específico de la rama de los nonualcos quienes protagonizarían la última migración de náhuablantes en el siglo XIII. Para 1576 un informe establecía que había allí una notable producción de cacao, y diez años después el comisario de la orden de San Francisco, fray Alonso Ponce, lo describía como un «gran pueblo» por el número de habitantes.
Para 1740, el alcalde mayor de San Salvador, Manuel de Gálvez, establecía los residentes en «70 mulatos, soldados de una compañía para la guarda de la costa, y 210 indios tributarios (alrededor de 1,050 individuos)». Según Pedro Cortés y Larraz, el año 1770 Santiago Nonualco era la cabecera del curato homónimo y comprendía además a San Pedro Nonualco, Santa María Ostuma y San Juan Nonualco, además de las haciendas del Volcán, Las Palmas, El Pradizal, Las Ánimas, San Pedro, Santa María, San Juan y El Rosario. Su población era estimada en 465 familias, es decir, unas 2.363 personas distribuidas en 346 familias de indígenas (alrededor de 2.363 individuos hablantes del náhuat) y 119 familias de ladinos (unos 650 personas). Para 1786 pasó a formar parte del partido de Zacatecoluca.

### Pos-independencia
Para la época republicana, Santiago Nonualco perteneció al departamento de San Vicente (1824-1836), Distrito Federal (1836-1838), San Vicente (1838-1839), La Paz (1839-1842), San Vicente (1842-1845), La Paz (1845-1847), partido de Olocuilta de San Salvador (1847-1852), y finalmente a La Paz.
El poblado es el sitio adonde nació el insurrecto Anastasio Aquino, quien el año 1833 acaudilló una sublevación en contra del gobierno salvadoreño, y también el lugar en el que se libró su última batalla en el río Güiscuyulapa. Otras insurrecciones se desataron en los años 1840 y 1846, por Petronilo Castro, esta última sofocada por Gerardo Barrios. Hubo otro motín en 1848. 
En un informe de mejoras materiales del departamento de La Paz hecho en el 16 de enero de 1854, el gobernador Eustaquio Guirola tomó nota de que en Santiago Nonualco se hizo una parte de las paredes del cabildo, los cimientos de un panteón quedando en esta obra concluida una ermita y se comenzó una sacristía en la iglesia. En el informe hecho en el 16 de mayo, el gobernador José Rafael Molina tomó nota de que la municipalidad había hecho un camposanto que contenía un cuadro de 208 caras de pared con su alto correspondiente, 80 varas de empedrado en las calles del interior y se estaba concluyendo la casa cabildo y cárceles que estaban edificadas con paredes dobles.
Para el mes de junio de 1857, se expandió la peste del cólera, de la que se culpó a los ladinos, ya que se expandió el rumor que ellos habían envenenado las aguas de fuentes y ríos. Los moradores decidieron atacar a Zacatecoluca en represalia, pero fueron disuadidos por el cura Narciso Monterrey.
De acuerdo a un informe municipal, en 1858 habitaban en el sitio 6.320 personas cuyas «calles de la población - dice ese documento - son desarregladas; algunas de ellas se encuentran empedradas». Entre los edificios destacaban la Iglesia Parroquial, la iglesia del Calvario, el Cabildo con techumbre de teja, la escuela y el convento y «un panteón amplio con cercos de adobe, muy nuevo».
Adquirió el título de villa en 1870. 
En el 23 de noviembre de 1882 quedó abierta al servicio público una oficina de telégrafo.
Adquirió el título de ciudad, el 5 de junio de 1920.

## Administración y Forma de Gobierno
Santiago Nonualco es gobernado por un Concejo Municipal, el cual es pluralista ya que existe representación de más de un partido político, quienes toman las decisiones sobre el territorio en lo económico, técnico y administrativo, conformado por el Alcalde, un Síndico, 8 Regidores Propietarios y 4 Regidores Suplentes.

### Miembros que conforman el Concejo Municipal de Santiago Nonualco
GANA
     FMLN
     ARENA
     PCN

Alcalde

La actual alcaldesa de Santiago Nonualco es Marvin Morena Martell de Canales, quien ya lleva 7 períodos consecutivos al frente de la comuna de Santiago Nonualco. Y es por ello que en la siguiente tabla se le toma como inicio de su mandato el 1 de mayo del 2000, ya que fue en ese año cuando asume por primera vez como alcalde manteniéndose así durante 18 años y que finalizan en el año 2021, luego de las elecciones municipales que se realizarán ese año.

| Alcalde                                           | Inicio del mandato | Fin del mandato     | Partido  | Partido | Mandatos |
| Marvin Morena Martell de Canales                  | 1 de mayo de 2000  | 30 de abril de 2021 |          | GANA    | 1 (2000) |
| Marvin Morena Martell de Canales                  | 1 de mayo de 2000  | 30 de abril de 2021 | 2 (2003) | GANA    |          |
| Marvin Morena Martell de Canales                  | 1 de mayo de 2000  | 30 de abril de 2021 | 3 (2006) | GANA    |          |
| Marvin Morena Martell de Canales                  | 1 de mayo de 2000  | 30 de abril de 2021 | 4 (2009) | GANA    |          |
| Marvin Morena Martell de Canales                  | 1 de mayo de 2000  | 30 de abril de 2021 | 5 (2012) | GANA    |          |
| Marvin Morena Martell de Canales                  | 1 de mayo de 2000  | 30 de abril de 2021 | 6 (2015) | GANA    |          |
| Marvin Morena Martell de Canales                  | 1 de mayo de 2000  | 30 de abril de 2021 | 7 (2018) | GANA    |          |
| Damaris Leiva de Escalente                        | 1 de mayo de 2021  | 1 de mayo de 2024   |          | NI      | 1 (2021) |
| Fuente: Tribunal Supremo Electoral de El Salvador |                    |                     |          |         |          |

Síndico

| Síndico                                           | Inicio del mandato | Fin del mandato     | Partido | Partido |
| ------------------------------------------------- | ------------------ | ------------------- | ------- | ------- |
| Jorge Alberto Arauz Guzmán                        | 1 de mayo de 2018  | 30 de abril de 2021 |         | GANA    |
| Fuente: Tribunal Supremo Electoral de El Salvador |                    |                     |         |         |

Regidores (Concejales) por Partido Político

Regidores propietarios por Partido Político
| Partido                                           | Partido                             | Regidores |
| ------------------------------------------------- | ----------------------------------- | --------- |
|                                                   | Nuevas Ideas                        | 6         |
|                                                   | Gran Alianza por la Unidad Nacional | 2         |
| Fuente: Tribunal Supremo Electoral de El Salvador |                                     |           |

Regidores suplentes por Partido Político

| Partido                                           | Partido                             | Regidores |
| ------------------------------------------------- | ----------------------------------- | --------- |
|                                                   | Nuevas Ideas                        | 3         |
|                                                   | Gran Alianza por la Unidad Nacional | 1         |
| Fuente: Tribunal Supremo Electoral de El Salvador |                                     |           |

Regidores (Concejales)
| Concejalía                                        | Regidor o Concejal               | Tipo de Concejal     | Inicio del mandato | Fin del mandato     | Partido | Partido |
| ------------------------------------------------- | -------------------------------- | -------------------- | ------------------ | ------------------- | ------- | ------- |
| 1                                                 | Héctor Alfonso Cornejo Guatemala | Concejal Propietario | 1 de mayo de 2018  | 30 de abril de 2021 |         | GANA    |
| 2                                                 | José David López                 | Concejal Propietario | 1 de mayo de 2018  | 30 de abril de 2021 |         | GANA    |
| 3                                                 | Rosa Imelda Platero de Méndez    | Concejal Propietario | 1 de mayo de 2018  | 30 de abril de 2021 |         | GANA    |
| 4                                                 | Víctor Melecio Cerón García      | Concejal Propietario | 1 de mayo de 2018  | 30 de abril de 2021 |         | GANA    |
| 5                                                 | Joaquín Antonio Ventura Panameño | Concejal Propietario | 1 de mayo de 2018  | 30 de abril de 2021 |         | FMLN    |
| 6                                                 | Lissett Jaqueline Guzmán Velasco | Concejal Propietario | 1 de mayo de 2018  | 30 de abril de 2021 |         | FMLN    |
| 7                                                 | Morena Elizabeth García Cortez   | Concejal Propietario | 1 de mayo de 2018  | 30 de abril de 2021 |         | ARENA   |
| 8                                                 | Verónica Rocío Rodríguez Rosales | Concejal Propietario | 1 de mayo de 2018  | 30 de abril de 2021 |         | PCN     |
| Concejalía                                        | Regidor o Concejal               | Tipo de Concejal     | Inicio del mandato | Fin del mandato     | Partido | Partido |
| 1                                                 | Kessia Yenniffer Zelaya Calderón | Concejal Suplente    | 1 de mayo de 2018  | 30 de abril de 2021 |         | GANA    |
| 2                                                 | Miguel Ángel Zepeda Ayala        | Concejal Suplente    | 1 de mayo de 2018  | 30 de abril de 2021 |         | FMLN    |
| 3                                                 | Wilber Alexander Faustino        | Concejal Suplente    | 1 de mayo de 2018  | 30 de abril de 2021 |         | GANA    |
| 4                                                 | Santiago Mardonio Gómez Vásquez  | Concejal Suplente    | 1 de mayo de 2018  | 30 de abril de 2021 |         | ARENA   |
| Fuente: Tribunal Supremo Electoral de El Salvador |                                  |                      |                    |                     |         |         |